# Gustav von Peschka
Gustav Adolf Viktor von Peschka (Sankt Joachimsthal, 30 de agosto de 1830 – Viena, 29 de agosto de 1903) foi um matemático da Boêmia.

## Formação e carreira
Gustav von Peschka estudou de 1846 a 1850 na Deutsche Technische Hochschule Prag e em seguida trabalhou inicialmente em uma fábrica de máquinas. De 1852 a 1857 foi adjunto para a mecânica, engenharia mecânica, desenho de máquinas e física em Praga, foi professor na Universidade Nacional Politécnica de Lviv e de 1863 a 1867 professor titular de mecânica, engenharia mecânica, desenho de máquinas e física em Brno. Trabalhou de 1867 a 1891 como professor titular de geometria descritiva na Universidade Técnica Alemã em Brno e de 1891 a 1901 como professor titular na Universidade Técnica de Viena.
O foco principal de sua significância como matemático são suas contribuições para a fundamentação e aplicação da projeção central e cotada.
Em 8 de outubro de 1888 Gustav von Peschka foi aceito como membro (matrícula nº 2.758) da Academia Leopoldina.

## Obras
- Ursachen der Dampfkessel-Explosionen und Mittel, dieselben zu verhindern. Selbstverlag des Verfassers, Brünn 1867 (http://books.google.com.br/books?id=bD8aw97W9BgC&pg=PAPP7&f=false).
- Kotirte Ebenen (Kotirte Projektionen) und deren Anwendung. Zum Gebrauche für Ingenieure, für höhere Lehranstalten und zum Selbstudium. Buschak & Irrgang, Brünn 1877 (http://books.google.com.br/books?id=_4RmHQAACAAJ&pg=PAPR1&f=false).
- Darstellende und projective Geometrie nach dem gegenwärtigen Stande dieser Wissenschaft mit besonderer Rücksicht auf die Bedürfnisse höherer Lehranstalten und das Selbststudium. Carl Gerold´s Sohn, Wien.

Erster Band: 1883 (Digitalisat).
Zweiter Band: 1884 (Digitalisat).
Dritter Band: 1884 (Digitalisat).
Vierter Band: 1885 (Digitalisat).
- Freie Perspektive [centrale Projektion] in ihrer Begründung und Awendung mit besonderer Rücksicht auf die Bedürfnisse höherer Lehranstalten und das Selbststudium. 2. Auflage. Baumgärtner, Leipzig.

Band I: 1889 (Digitalisat).
Band II: 1889 (Digitalisat).